# Disgaea 3: Absence of Justice
Disgaea 3: Absence of Justice (Japans:魔界戦記ディスガイア3 Makai Senki Disugaia Surī) is een tactisch rollenspel ontwikkeld door het Japanse bedrijf Nippon Ichi Software. Het spel kwam in Europe op 20 februari 2009 uit voor de PlayStation 3.
Het spel is het derde deel uit de Disgaea-serie en het eerste deel voor de PlayStation 3. Het spel heeft tevens ook downloadbare inhoud via PlayStation Network in de vorm van nieuwe en oude terugkerende personages.

## Remake
Op 17 december 2011 kwam er een remake voor de PlayStation Vita uit in Japan genaamd Disgaea 3 Return (Japans: 魔界戦記ディスガイア3 Return Makai Senki Disugaia 3 Ritān). Op 20 april 2012 kwam de remake in Europe en Noord-Amerika onder de titel Disgaea 3: Absence of Detention.

## Ontvangst
Disgaea 3 kreeg over het algemeen positieve reacties. De voornaamste kritiekpunten waren volgens IGN de camerabesturing en de verouderde PS3 graphics. Men prees echter de muziek en de lengte van het spel.
| Beoordeeld door | Score  |
| --------------- | ------ |
| GameRankings    | 80,85% |
| Metacritic      | 78/100 |